# Varpasaari (ö i Kajanaland, Kehys-Kainuu, lat 64,42, long 29,53)
Varpasaari är en ö i Finland. Den ligger i sjön Iso Hiirenjärvi och i kommunen Kuhmo i den ekonomiska regionen  Kehys-Kainuu  och landskapet Kajanaland, i den centrala delen av landet, 500 km nordost om huvudstaden Helsingfors. Öns area är 9,2 hektar och dess största längd är 470 meter i sydöst-nordvästlig riktning.